# Treviolo
Treviolo là một đô thị ở tỉnh Bergamo trong vùng Lombardia của nước Ý, có vị trí cách khoảng 40 km về phía đông bắc của Milano và khoảng 7 km về phía tây nam của Bergamo. Tại thời điểm ngày 31 tháng 12 năm 2004, đô thị này có dân số 9.402 người và diện tích là 8,4 km².
Đô thị Treviolo có các frazioni (đơn vị cấp dưới, chủ yếu là các làng) Curnasco, Albegno, và Roncola.
Treviolo giáp các đô thị: Bergamo, Bonate Sopra, Bonate Sotto, Curno, Dalmine, Lallio.